# إيميت لويس ميرفي
إيميت لويس ميرفي (بالإنجليزية: Emmett Louis Murphy)‏ هو محامي أمريكي، ولد في 30 مايو 1897 في كولون في الولايات المتحدة، وتوفي في 8 يونيو 1970.